# Hirnliga
Hirnliga ist der Name eines deutschen gemeinnützigen Vereins, der 1986 gegründet wurde. In ihm haben sich viele Ärzte und Alzheimer-Forscher zusammengeschlossen, um Mittel für die Erforschung der Alzheimer-Krankheit zu sammeln und die Situation von Alzheimer-Kranken und ihrer pflegenden Angehörigen zu verbessern. Der Verein hatte seinen Sitz zunächst in Wiehl, jetzt ist er in Berlin.

## Vorstand
Vorsitzende des Vereins ist Isabella Heuser von der Charité in Berlin. Walter E. Müller (Biozentrum Universität Frankfurt) und Lutz Frölich (Zentralinstitut für Seelische Gesundheit, Mannheim) sind ihre Stellvertreter. Ralf Ihl vom Demenz-Forschungszentrum der Alexianer-Klinik in Krefeld ist der Schriftführer des Vereins, Martin Burkart (Schwabe Pharma, Karlsruhe) fungiert als Schatzmeister. Beisitzer sind Anne Eckert (Universität Basel) und Oliver Peters (Charité, Berlin).

## Vereinsziele
- Förderung wissenschaftlicher Projekte auf dem Gebiet der Entstehung, Vorbeugung, Erkennung und Behandlung dementieller Erkrankungen (Alzheimer-Demenz) durch Einwerben von Fördermitteln und Spenden. Förderung der Demenzforschung an wissenschaftlichen Hochschulen und Forschungsstätten, vornehmlich durch Förderung wissenschaftlicher Arbeiten, wissenschaftliche Veranstaltungen, Beihilfen zum Studium, zu Forschungs- und Studienreisen.
- Unterstützung von Betroffenen und ihren pflegenden Angehörigen sowie von in der Versorgung tätigen Ärztinnen und Ärzten und professionell Pflegenden.
- Sensibilisierung der Öffentlichkeit auf die im Zusammenhang mit Demenzen bestehenden Defizite und Aufzeigen von Lösungsansätzen.
- Ausschreibung und Vergabe des Rudi-Klose-Alzheimer-Forschungspreises (früher: Steinberg-Krupp-Alzheimer-Forschungspreis). Der Preis wird insbesondere jungen Wissenschaftlerinnen und Wissenschaftlern aus dem deutschsprachigen Raum verliehen, die durch Veröffentlichungen in hochrangigen wissenschaftlichen Zeitschriften einen herausragenden Beitrag auf dem Gebiet der Alzheimer-Forschung, insbesondere der klinischen Forschung, geleistet haben.

Bis zum Jahr 2022 konnte die Hirnliga 76 Alzheimer-Forschungs-Projekte mit 1,7 Millionen Euro fördern.